# John Callahan
John Michael Callahan (5 février 1951 - 24 juillet 2010) est un caricaturiste et musicien américain.

## Biographie
John Callahan est adopté alors qu'il était bébé et grandit à The Dalles. Il fréquente une école primaire catholique romaine, l'Académie Sainte-Marie, et obtient son diplôme d'un lycée public.
Il commence à boire à l'âge de 12 ans. Il devient tétraplégique à la suite d'un accident de voiture en 1972, à l'âge de 21 ans,. Il suit alors une rééducation intensive. À 27 ans, il arrête de boire de l’alcool pour de bon.
Il devient ensuite caricaturiste, dessinant en tenant un stylo entre ses deux mains, ayant retrouvé l'usage partiel de la partie supérieure de son corps. Son style artistique visuel caractéristique est simple et souvent brut, bien que toujours lisible.
Les dessins de Callahan traitent de sujets souvent considérés comme tabous, notamment les handicaps et les maladies. Son humour noir se révèle dans le titre de son ouvrage, Will the Real John Callahan Please Stand Up? (Le véritable John Callahan peut-il se lever? allusion à son confinement dans une chaise roulante). Le sujet et le traitement de ses dessins partagent quelque chose avec le travail de Charles Addams, Gahan Wilson et surtout Charles Rodrigues, bien qu'ils soient beaucoup plus agressifs que les caricatures dans Playboy de ces dessinateurs.
De 1983 jusqu'à sa mort, les travaux de Callahan sont publiés dans le journal de Portland Willamette Week. La nature controversée de ses caricatures a parfois conduit à des boycotts et à des protestations contre le journal. En 1992, cependant, ses dessins sont diffusés dans plus de 40 journaux et deux recueils de ses dessins étaient déjà parus, Do Not Disturb Any Further et Digesting the Child Within.
Callahan se moque des réactions des critiques qui qualifient son travail de politiquement incorrect, tout en se réjouissant des réactions positives reçues de la part des fans handicapés. « Ma seule boussole pour savoir si je suis allé trop loin est la réaction que je reçois des personnes en fauteuil roulant ou avec des crochets en guise de mains. », a déclaré Callahan. « Comme moi, ils en ont assez de ces gens qui prétendent parler au nom des handicapés. Toute cette pitié et cette condescendance. C'est ça qui est vraiment détestable. »
Deux séries de dessins animés à partir des dessins de Callahan sont produites par la société canadienne Nelvana : Pelswick (sur CBC Television) et Quads! (sur Télétoon).
En 2005, la cinéaste néerlandaise Simone de Vries réalise un documentaire sur Callahan intitulé Raak me waar ik voelen kan (anglais : Touche-moi là où je peux me sentir ).
Callahan meurt le 24 juillet 2010, après une opération chirurgicale pour des escarres chroniques. D'après son frère, les causes de son décès étaient des complications de quadriplégie et des problèmes respiratoires. Il avait 59 ans.
Un film biographique, Don't Worry, He Won't Get Far on Foot réalisé par Gus Van Sant, basé sur les mémoires de Callahan du même nom, sort à titre posthume en 2018.

### Écriture de chansons
Callahan est également auteur-compositeur. Il fait paraître un enregistrement Purple Winos in the Rain, en 2006. Il écrit et compose ses propres chansons, chante et joue de l'harmonica et du ukulélé. Callahan a personnellement illustré la couverture de l'album. À titre posthume, en 2018, le morceau 14, Texas When You Go, un enregistrement en duo de Callahan et Terry Robb, est inclus dans la musique du film Don't Worry, He Won't Get Far on Foot.